# واترویو (مریلند)
واترویو (به انگلیسی: Waterview) شهری در ایالت مریلند کشور ایالات متحده آمریکا است که جمعیت آن در سرشماری سال ۲۰۱۰ میلادی، ۴۰ نفر بوده‌است.